# Heldenberg
Heldenberg osztrák község Alsó-Ausztria Hollabrunni járásában. 2022 januárjában 1441 lakosa volt. 

## Elhelyezkedése

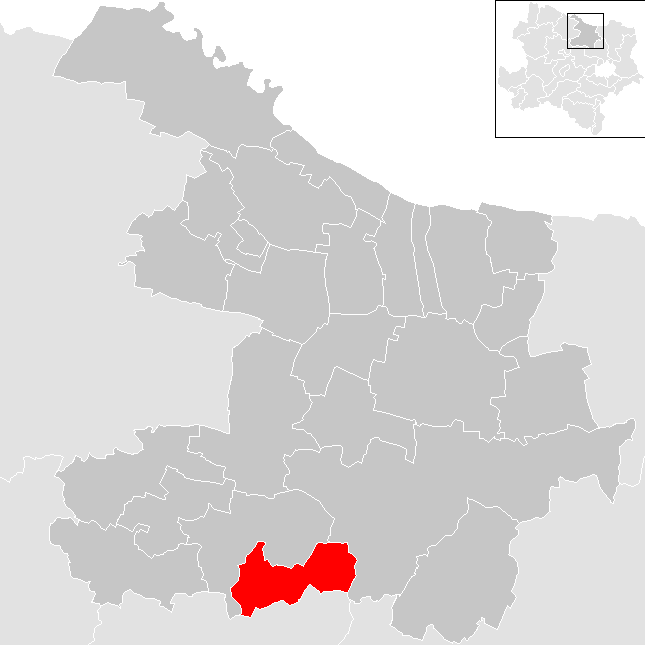
Heldenberg a Hollabrunni járásban

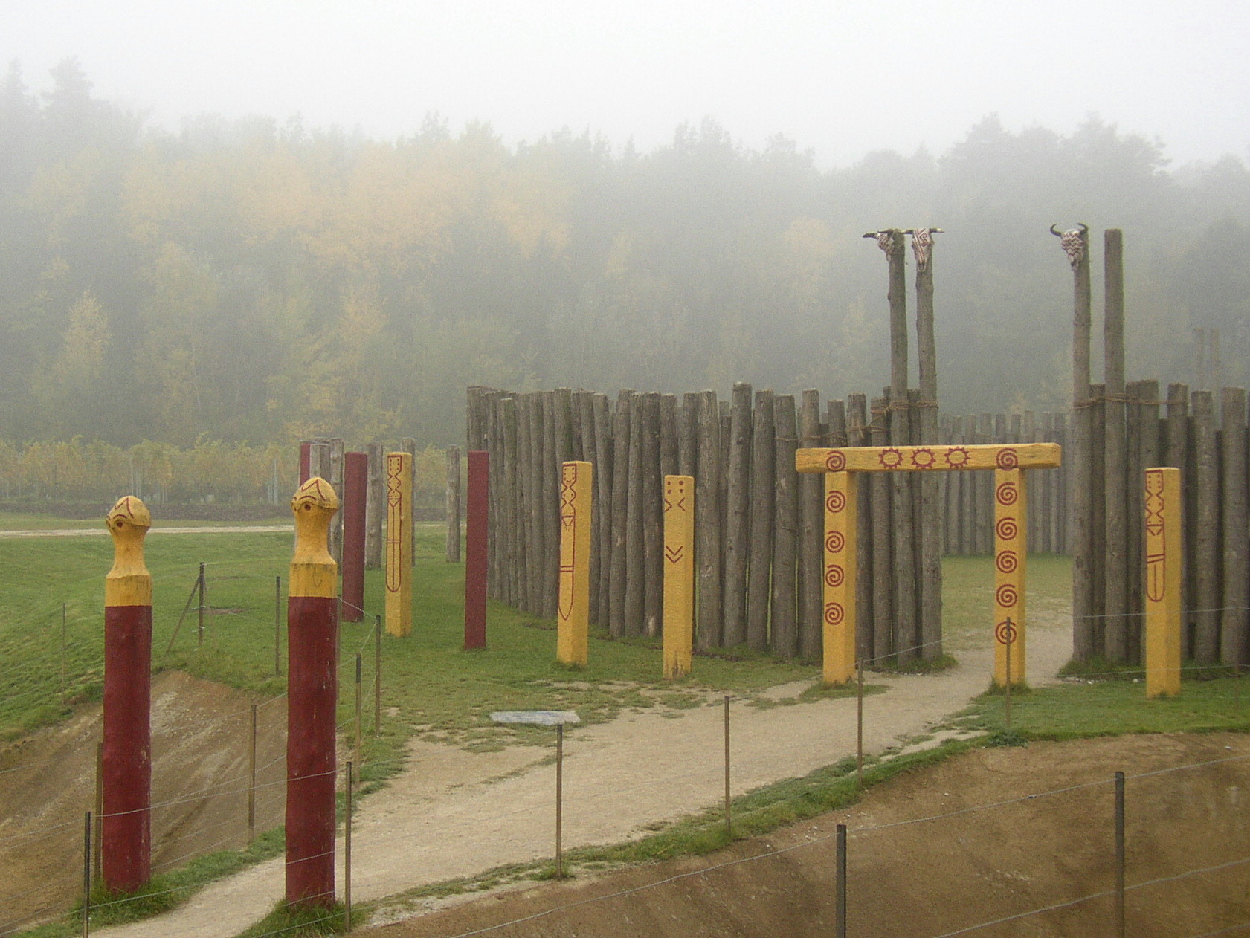
A rekonstruált kőkori körsánc

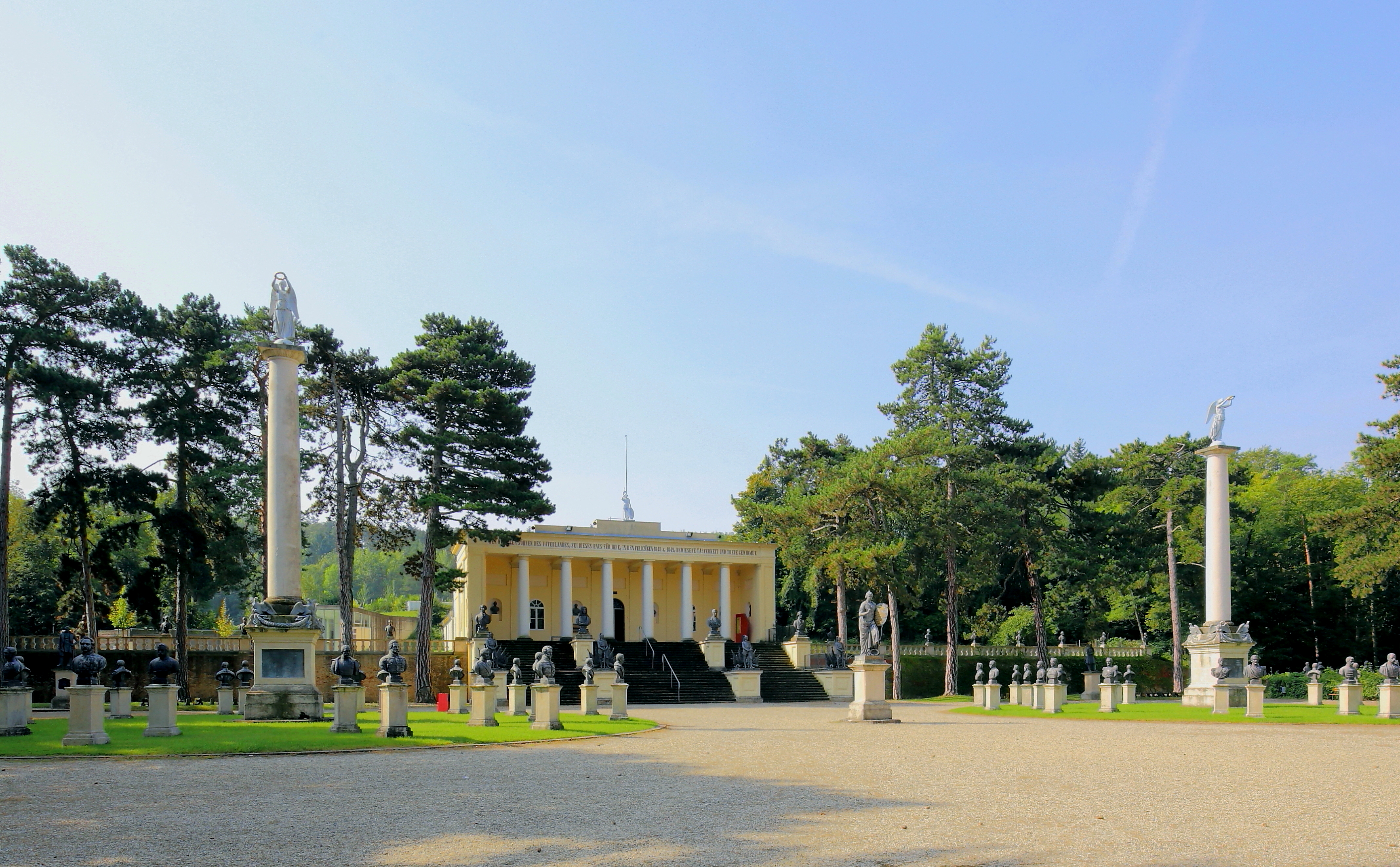
A Heldenberg emlékhely

Heldenberg a tartomány Weinviertel régiójában fekszik a Schmida folyó mentén. Területének 27,7%-a erdő, 9,8% szőlő, 53,2% áll egyéb mezőgazdasági művelés alatt. Az önkormányzat 5 települést egyesít: Glaubendorf (540 lakos 2022-ben), Großwetzdorf (391), Kleinwetzdorf (173), Oberthern (207) és Unterthern (130).
A környező önkormányzatok: északnyugatra Ziersdorf, északkeletre Hollabrunn, délre Großweikersdorf, délnyugatra Großriedenthal. 	

## Története
Heldenberg község 1971-ben jött létre az addig önálló Glaubendorf, Kleinwetzdorf és Großwetzdorf községek egyesülésével. Nevét a Kleinwetzdorf közelében a 19. században létesített Heldenberg („Hősök hegye”) nevű emlékhely és szoborpark után kapta, mely a Habsburg Birodalom és az Osztrák–Magyar Monarchia kiemelkedő hadvezéreinek és katonai vezetőinek állít emléket. A következő évben Thern (amely 1967-ben alakult meg Oberthern és Unterthern összevonásával) is csatlakozott.
Glaubendorfban (melynek neve a Chlubo személynévből származik) a régészek két, hétezer éves körsáncot tártak fel. A kisebbik (Glaubendorf 1) két, a nagyobbik (Glaubendorf 2) három koncentrikus, 71, 90 és 109 m átmérőjű földsáncból áll. Utóbbi közepén egy 50 m átmérőjű gerendavár állt.   
A falu egyházközségét még 1256 előtt alapították, templomát valószínűleg a Kuenring család alapította. A mai templom egyes részei a 14. századból származnak. 

## Lakosság
A heldenbergi önkormányzat területén 2022 januárjában 1441 fő élt. A lakosságszám 1880-ben érte el a csúcspontját 1596 fővel, majd miután 1991-re 1061-re csökkent, ismét gyarapodásnak indult. 2020-ban az ittlakók 95,1%-a volt osztrák állampolgár; a külföldiek közül 0,7% a régi (2004 előtti), 2,1% az új EU-tagállamokból érkezett. 1,6% az egykori Jugoszlávia (Szlovénia és Horvátország nélkül) vagy Törökország, 0,5% egyéb országok polgára volt. 2001-ben a lakosok 93,4%-a római katolikusnak, 4,3% pedig felekezeten kívülinek vallotta magát. Ugyanekkor a legnagyobb nemzetiségi csoportot a németek (97,6%) mellett a csehek alkották 0,6%-kal.
A népesség változása:

| 2016 | 1 247 |
| 2018 | 1 270 |

## Látnivalók

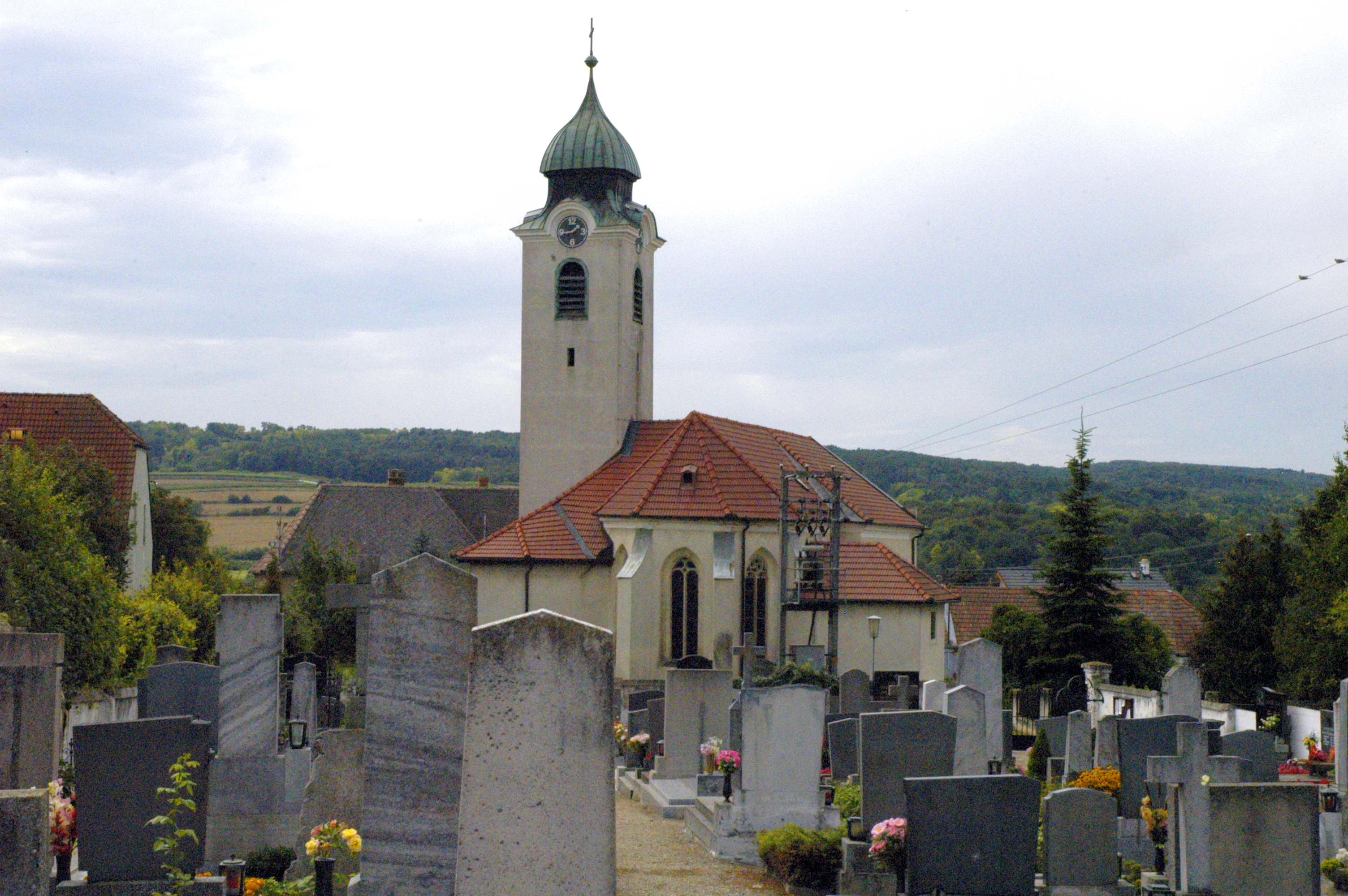
A Szt. Tamás-plébániatemplom

- a kőkorszaki körsáncok, illetve azok rekonstrukciói
- Heldenberg emlékhelye és mellette a wetzdorfi kastély
- a Koller oldtimer autómúzeum
- a spanyol lovasiskola nyári istállója és gyakorlótere
- a glaubendorfi Szt. Fülöp és Jakab-templom
- a großwetzdorfi Szt. Tamás-plébániatemplom
- az obertherni Szt. Márton-plébániatemplom

## Fordítás
- Ez a szócikk részben vagy egészben  a   Heldenberg című német Wikipédia-szócikk ezen változatának fordításán alapul.  Az eredeti cikk szerkesztőit annak laptörténete sorolja fel. Ez a jelzés csupán a megfogalmazás eredetét és a szerzői jogokat jelzi, nem szolgál a cikkben szereplő információk forrásmegjelöléseként.